# マリア・レオポルディナ・デ・アウストリア
マリア・レオポルディナ・デ・アウストリア（ポルトガル語:Maria Leopoldina de Áustria, 1797年1月22日 - 1826年12月11日）は、ハプスブルク・ロートリンゲン家の成員でブラジル皇帝ペドロ1世の皇后（ペドロは短期間ではあったが「ポルトガル王ペドロ4世」でもあったのでポルトガル王妃）。ドイツ語名はマリア・レオポルディーネ・ヨーゼファ・カロリーネ・フォン・エスターライヒ（Maria Leopoldine Josepha Caroline von Österreich）。

## ウィーン宮廷での生い立ち
「ポルドル」の愛称で呼ばれるレオポルディナ大公女は1797年にウィーンで生まれた。彼女はオーストリア皇帝フランツ1世の5人目の子どもであり、四女であるが、フランツ帝の皇后であったナポリ王女マリア・テレジアが生んだ女子の中ではマリー・ルイーズの妹、ザクセン王太子妃となるカロリーネ・フェルディナンデの姉にあたる。 1807年4月、彼女がわずか10歳の頃に母后マリア・テレジアが急死した。その後、フランツ帝は年若いマリア・ルドヴィカ・フォン・エスターライヒ＝エステを後妻に迎えた。 皇后が気に入り、大いに称賛している詩人のヨハン・ヴォルフガング・フォン・ゲーテによると、1810年の夏に皇后とレオポルディナはカールスバートの湯治場への旅行で出会ったという。
幼い頃からレオポルディナは旺盛な好奇心を示した。彼女の専門分野は植物学、蝶類の研究および鉱物であった。まだ若いうちに、彼女は描画のレッスンを受け、彼女のまとまった描画はオーストリア国立図書館に収蔵されている。 彼女はフランス語、イタリア語とラテン語を完全に習得した。 またポルトガル語も教師が付き学びはじめるとたちまち習得した。
彼女の最愛の姉マリー・ルイーズが1810年にフランス皇帝ナポレオン1世と結婚すると、レオポルディナは彼女に手紙をしたためた。
ナポレオン自身は若い皇后とレオポルディナの親密な仲を意識し、手紙を書いた。
「私は皇后の兄弟姉妹とお会いすることを切に希望いたします。愛と感謝をこめて」
15歳のレオポルディナは典型的なハプスブルク家の身体的特徴を備えていた。金髪に青い目と「ハプスブルクの唇」と呼ばれる受け口であり、これは彼女を大いに悲しませた。マリー・ルイーズ大公妃がかつて大きな鏡をもらった時に、彼女は次のように答えた。
「鏡に映る自分の唇を見たとしても、驚かないわ。私の唇は3度の食事をたくさん食べられるようにできているのだから」
マリー・ルイーズは幼いナポレオン2世（のちのライヒシュタット公）を連れてウィーンの実家に戻ることを決めると、レオポルディナはこの幼い甥の面倒をよく見て、かわいがった。
1816年7月9日、レオポルディナはマリー・ルイーズと離れ離れになることになった。
「ライヒシュタット公が昨日私たちのもとを訪れたときには、私は彼に素晴らしいものをご覧にいれ、ごちそうをふるまいました。慈悲深い神様は、彼を私に与えてくださったのです。私がすすんで取り上げてきたものです。そこでは、彼は私のとなりに座ったときにです、神様と私は、欲得なしにお姉さまに保証しました、彼はご自分の秘密を私に堂々とに話しました」。

## 婚約と結婚
1816年にポルトガルの王太子ペドロとオーストリア大公女レオポルディナの結婚にまつわる交渉がはじまった。父帝フランツ1世はこの縁談の強力な支援者ではなかった。皇帝はペドロの不道徳な暮らしぶりと彼がてんかんもちであることを知っていた。しかし、皇帝を手中で操る外相クレメンス・メッテルニヒの強い要望でこの婚儀は整った。レオポルディナはイタリアのパルマ公国にいる姉のマリー・ルイーズにこう書いている。
「大きな決断です！しかし彼は優しい…ブラジルは素晴らしい場所で、心地よい熱帯の、祝福された国で、住民は古風で善良です…ペドロ王子の肖像は私を魅了します…彼はアドニスのようにたいへん美しいのです」
花嫁の叔父のルードヴィヒ大公はマリー・ルイーズにこう書いている。
「レオポルディナ殿下は世界で最も偉大な君主国へと行くでしょう。ここでは殿下は良く植物を採集し、鉱物を収集することができるでしょう」
遠縁の叔父のラニエーリ大公はこの出来事に一層批判的で予見するかのような言葉を残している。
「彼女が家族の誰かとまた会えるかどうかを、誰がわかっているのだろうか。これはもはや死による今生の別れである」。
これらの危惧とともに大公の名は残ることになった。
1817年5月13日にレオポルディナはハプスブルク家が結婚式を挙げる教会、ウィーンの聖アウグスティヌス教会、でウィーンでの代理人によってペドロとの結婚式を挙げた。代理人として彼女の叔父のカール大公が務めた。

## ブラジル王太子妃
当時の王太子ペドロはリオデジャネイロにいた。そこに、レオポルディナは1817年11月には3ヵ月の長い旅を経て到着した。1817年11月、リオデジャネイロ市宮殿の王立教会で大いなる輝きのもとでレオポルディナとペドロの結婚式が執り行われた。
ここではペドロはがさつな男であったので、レオポルディナは急速に夫に対して影響力を増していった。ペドロはブラジルの独立宣言のすべての政治的な役割をレオポルディナと議論し彼女の助言に従っていた。1822年1月、ペドロは、父王のブラジルの王権を委任を、広範な自治へと導いた。この国の歴史上決定的な歩みはレオポルディナの影響力による。1822年のペドロがこの年にサンパウロへの旅行を決定したときに、彼はレオポルディナに首都の留守を任せる摂政妃とした。1822年9月、ペドロは、レオポルディナの懇願によって、ブラジルのポルトガルからの独立を宣言した。

## ブラジル皇后

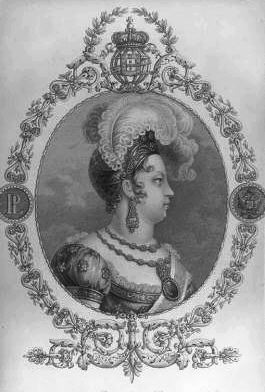
ブラジル皇后レオポルディナ

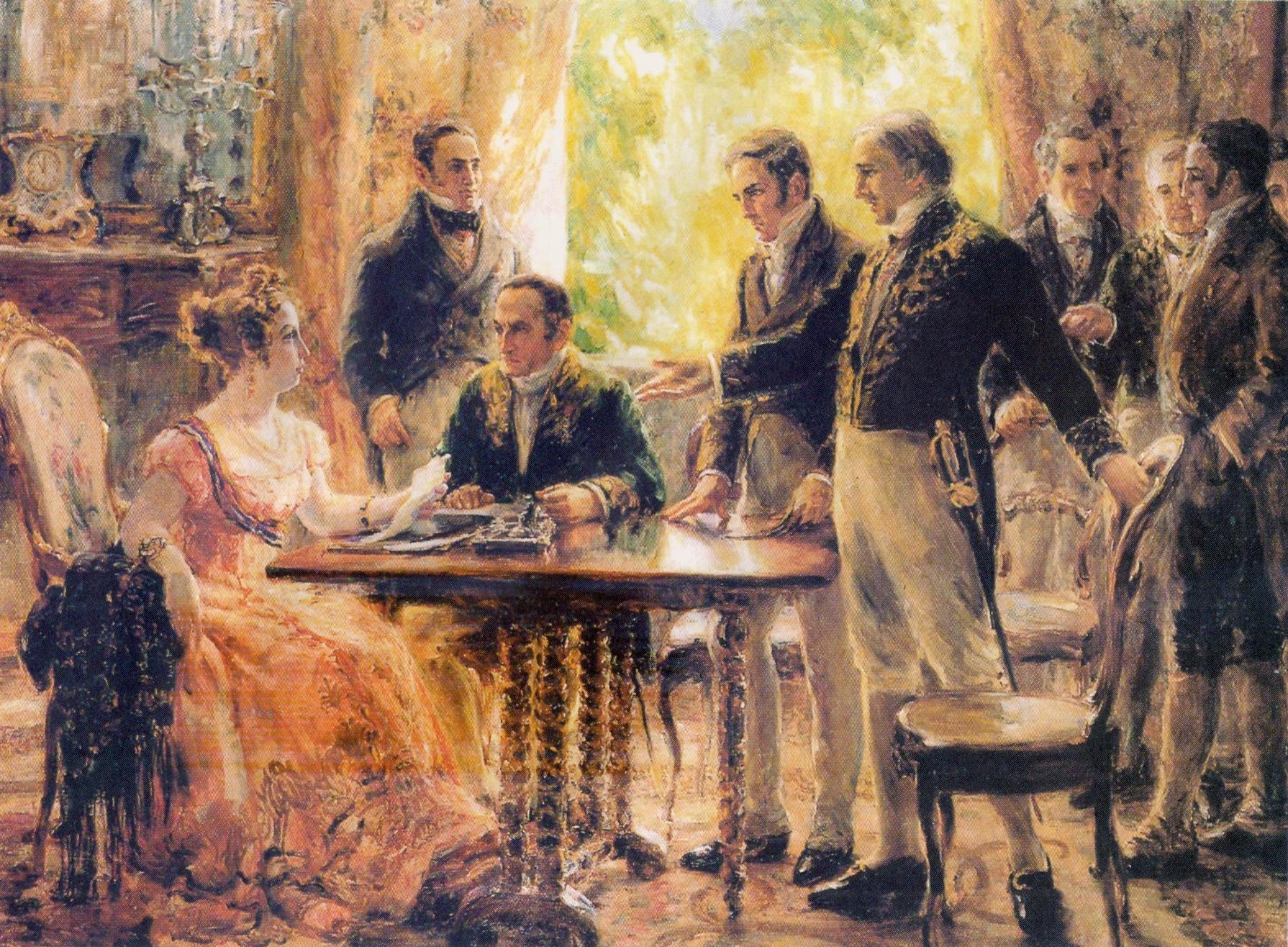
摂政として（1822年）

1822年12月1日に帝政が樹立された。このとき、レオポルディナは、「母国の体制について直截かつ明確な考え」を持っていることを発表した。
レオポルディナはオーストリアの自然科学者と画家をブラジルに招いた。彼女は価値のある成果を上げたオーストリアとの合同探検を行わせた。科学についての彼女の功績は、たとえば彼女の名前にちなんで命名されたヤシ目ヤシ科の下の属名の一つ w:Leopoldinia Mart.がある。彼女がかつてウィーンで住まいとしていた建物に、彼女はブラジルの博物館の基礎を設けた。
レオポルディナとペドロの調和のとれた結婚はその後、1822年から陰鬱な陰が横たわるようになった。皇帝は旧知の女性ドミティリアのためにサンパウロへ旅行をしてきた。彼女は皇帝が寵姫として公にブラジル宮廷に入れた人物であった。
レオポルディナには不条理なことに、彼女はペドロの意向で皇后の第一女官に任命された。レオポルディナは、ドミティリアが皇帝との間に庶子である娘をもうけ、貴族に取立てられるのを経験しなければならなかった。娘たちは当然のごとく皇帝の嫡出子とともに育てられた。
皇帝夫妻の私的な言い争いは大きくなり、これにペドロはさほどの恐れおののかなかったが、レオポルディナに手を挙げるようになった。彼は宮廷で彼女を貶め、中傷するためにどのような状況も利用した。彼女はパルマの姉マリー・ルイーズに新婚後の自分について、辛く憂鬱にこう書いている。
「犠牲者の微かな助けを求める叫び声を聞いください…あなたから、復讐ではなく慈悲を求める叫び声を」
"Hört wenigstens den Notschrei eines Opfers, [...] das von Euch nicht Rache, aber Mitleid erbittet."
1826年12月1日に、ペドロは夫婦げんかにさいし突然、妊娠しているレオポルディナのお腹を多数蹴ろうとし、それで死産が起きた。レオポルディナは10日後の1826年12月11日にリオデジャネイロのキンタ・ダ・ボア・ヴィスタにあるサン・クリストヴァン宮殿で他界した。人々は、ペドロの誤った扱いとそれによる死産が30歳を待たずにレオポルディナを死なせたと思った。彼女の死から3日後に、レオポルディナの遺体は アジュダ女子修道院に安置された。修道院が破壊されると1911年にサン・アントニオ修道院に遷された。

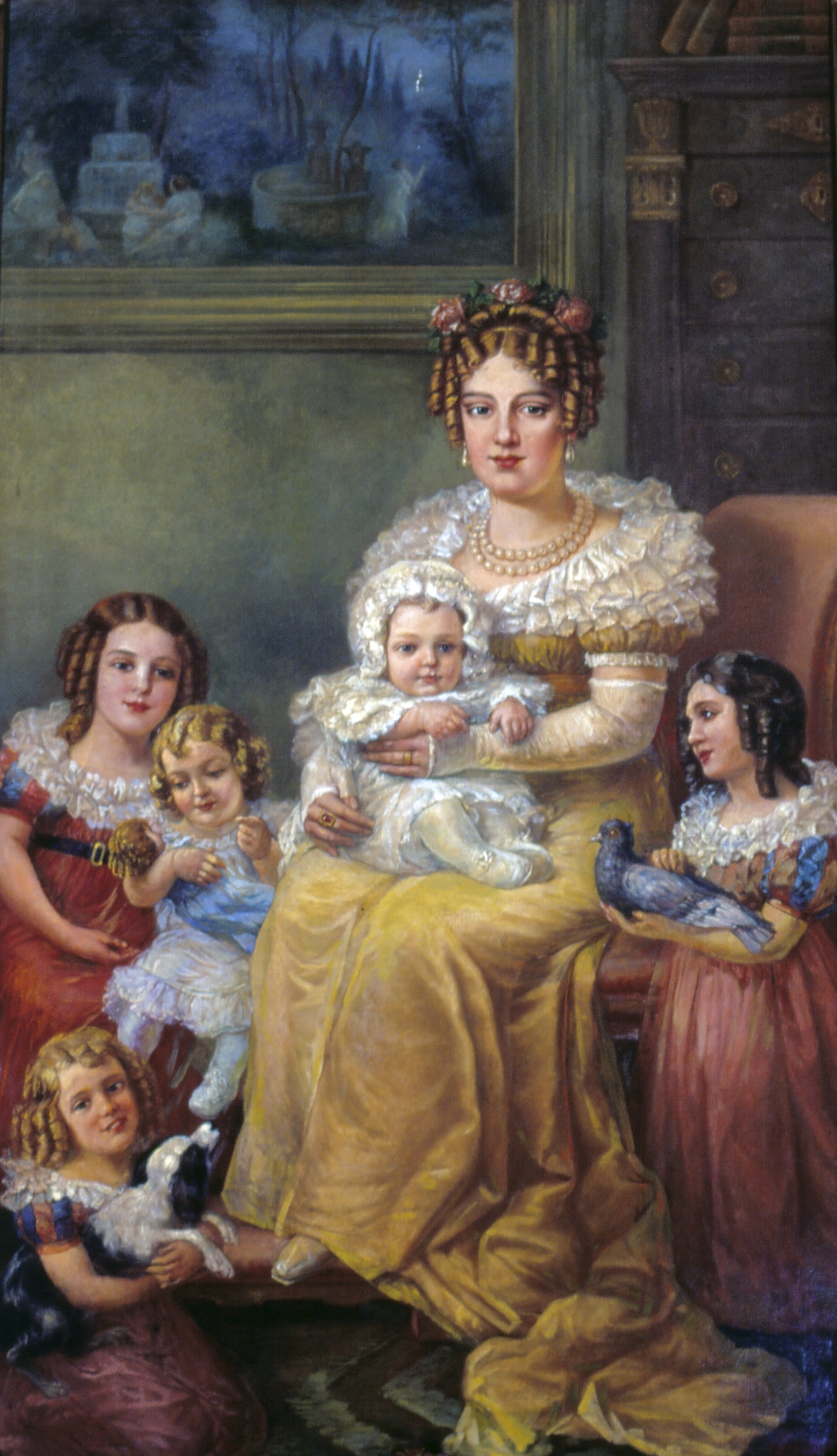
マリア・レオポルディナと子供達

1954年9月7日に、ブラジルの独立記念日にサンパウロの独立記念碑に改葬された。

## 人物
- ブラジルで女性君主として生前から国民の支持を集めた。現在も国民の巡礼地において聖女として崇められ、「国家の母」「独立の祖」「国民の守護天使」と称賛されている。
- 自然科学に造詣が深く、畜牛の研究なども熱心に行った。現在のブラジルの畜産業の礎を築いたとされる。
- ブラジルの自治体のひとつサンタ・レオポルディナ (Cachoeiro de Santa Leopoldina)は彼女に因む。

## 子女
- マリア（1819–1853） - ポルトガル女王マリア2世
- ミゲル（1820）
- ジョアン・カルルシュ（1821–1822）
- ジャヌアリア・マリア（1822–1901） - 両シチリア王子・アクイラ伯ルイジと結婚
- パウラ・マリアナ（1823–1833）
- フランシスカ・カロリーナ（1824–1898） - ジョアンヴィル公フランソワ・ドルレアンと結婚
- ペドロ（1825–1891） - ブラジル皇帝ペドロ2世

## 関連書籍
- Constantin von Wurzbach（ドイツ語版）: Habsburg, Leopoldine. In: Biographisches Lexikon des Kaiserthums Oesterreich（ドイツ語版）. Band 6, Verlag L. C. Zamarski, Wien 1860, S. 446 f.
- Amilcar Salgado dos Santos: Imperatriz Leopoldina, Sao Paulo 1927.
- Heinrich Schüler: Dona Leopoldina, erste Kaiserin von Brasilien. Schutzherrin der deutschen Einwanderer. Wahrheitsgetreue Erzählung. Instituto beneficente e genealógico Mentz, Porto Alegre 1954.
- Olga Obry: Grüner Purpur. Brasiliens erste Kaiserin, Erzherzogin Leopoldine. Rohrer, Wien 1958.
- Fichna: Leopoldine Erzherzogin von Österreich. In: Österreichisches Biographisches Lexikon 1815–1950 (ÖBL). Band 5, Verlag der Österreichischen Akademie der Wissenschaften, Wien 1972, S. 147.
- Konrad Ackermann: Leopoldine. In: Neue Deutsche Biographie (NDB). Band 14, Duncker & Humblot, Berlin 1985, ISBN 3-428-00195-8, S. 300 f. (電子テキスト版).
- Carlos H. Oberacker: Leopoldine. Habsburgs Kaiserin von Brasilien. Amalthea, Wien 1988, ISBN 3-85002-265-X.
- Helga Thoma (2000年), Ungeliebte Königin: Ehetragödien an Europas Fürstenhöfen (ドイツ語) (1. ed.), Wien: Ueberreuter, ISBN 3-8000-3783-1, als Taschenbuch: Serie Piper 3526, München / Zürich 2003, ISBN 3-492-23526-3